# پروومایسک (استان لوهانسک)
پروومایسک (به روسی: Первомайськ) شهری در استان لوهانسک در کشور اوکراین واقع شده‌است. جمعیت این شهر ۳۶,۳۱۱ نفر (۲۰۲۱ تخمینی) است.